# エタンパック山
エタンパック山（エタンパックやま）は、北海道の稚内市と天塩郡豊富町と宗谷郡猿払村の3市町村にまたがる標高313mの山である。

## 概要
宗谷丘陵の中央やや北側に位置する山で、山頂自体は猿払村内にあるが、3市町村界には三等三角点「恵丹白」が設置されており標高はこちらの方が僅かに高い（313.3m）。
山名はアイヌ語由来であるが諸説ある。
- 「溺れ山」という説。洪水の際に水に溺れたという[2]。
- 「e-tampa-un（こちら岸を支配する山）」説[3]。3市町村にまたがる山体から猿払村側に大きく飛び出ていることからついたと推測されている[4]。
- 「e-{tam-pake}（頭（水源）・刀・頭）」説。山頂が刀の柄頭に似ているという考察である[4]。
- 「e- tu hom upak o nupuri（その頭・二つの・こぶ・同じくらいで・ある・山）」説。2つの同じくらいの高さがある山からついたと考えられている[5]。

## 登山
登山道はなく、残雪期に登られることが多い。